# Rock DJ
"Rock DJ" é uma canção gravada pelo cantor britânico Robbie Williams para seu terceiro álbum de estúdio, Sing When You're Winning (2000). Foi inicialmente escrita pelo cantor, Kevin Andrews e Guy Chambers, e teve sua produção executada pelo último em conjunto com Steve Power. Devido à similaridade com a canção "It's Ecstasy When You Lay Down Next to Me" (1977), de Barry White, seus compositores, Ekundayo Paris e Nelson Pigford, também receberam créditos pela canção de Williams. A obra foi tocada pela primeira vez no programa Radio 1 Breakfast da BBC Radio 1, antes de ser comercializada como primeiro single de Sing When You're Winning, pela gravadora Chrysalis Records, em 31 de julho de 2000. "Rock DJ" é uma canção pop com influências da música disco dos anos 1970, na qual o cantor rima seus versos de forma "boêmia" e "atrevida".
Em geral, "Rock DJ" foi recebida com análises mistas por parte dos críticos de música, sendo chamada por eles de "gratificante" e ao mesmo tempo de "terrível". Em relação à letra, alguns notaram um avanço de Williams como letrista, enquanto outros a chamaram de "sem sentido". A faixa foi um sucesso comercial a nível mundial, estreando em primeiro lugar no Reino Unido com 199 mil cópias vendidas em sua primeira semana, recebendo posteriormente uma certificação de platina pela British Phonographic Industry (BPI). Mundialmente, "Rock DJ" alcançou as dez primeiras posições em países como Áustria, Dinamarca, Hungria e Espanha, enquanto atingiu o primeiro lugar em tabelas de territórios como Irlanda e Nova Zelândia, onde também foi certificada como ouro pela Recorded Music NZ (RMNZ), pelas vendas na região.
O videoclipe de "Rock DJ" foi dirigido por Vaughan Arnell, e seu conceito foi criado pela dupla Fred & Farid, sendo posteriormente alterado pelo diretor. O vídeo consiste em Williams dançando no centro de uma discoteca com mulheres patinando ao seu redor, e, para chamar a atenção das mulheres que estão presentes no lugar, ele começa a remover suas roupas, pele e órgãos — que são digeridos por elas — até a única coisa a restar de seu corpo serem seus ossos. Ele foi banido em várias emissoras de televisão ao redor do globo devido às suas cenas mostrando canibalismo, nudez e sangue. 
Para maior divulgação da música, Williams apresentou "Rock DJ" ao vivo em algumas ocasiões, como no Brit Awards por duas vezes, bem como na cerimônia de abertura da Copa do Mundo FIFA de 2018, onde mostrou seu dedo do meio para a câmera. Além destas apresentações, a faixa foi incluída em várias turnês do cantor. A obra veio a vencer a categoria de melhor canção no MTV Europe Music Awards de 2000, bem como a estatueta de melhor canção britânica no Brit Awards do ano seguinte. O videoclipe também recebeu troféus de melhor clipe nas premiações supracitadas, bem como no MVPA Awards por melhores efeitos especiais, e foi votado como um dos maiores de todos os tempos por telespectadores das emissoras MTV e 4Music.

## Antecedentes

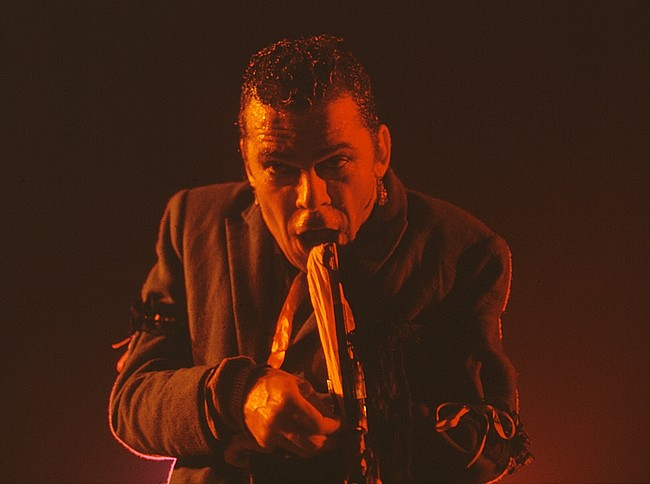
O cantor Ian Dury (foto) foi fonte de inspiração para "Rock DJ".

Depois do sucesso comercial de seus dois primeiros álbuns de estúdio, Life thru a Lens (1997) e I've Been Expecting You (1998), que alcançaram o topo da tabela de álbuns britânica UK Albums Chart, Williams começou a escrever canções para seu terceiro álbum de estúdio, que viria a ser intitulado Sing When You're Winning. Enquanto cerca de trinta demos foram escritas em conjunto com seu parceiro de composição, Guy Chambers, durante uma turnê do cantor, "Rock DJ" e outras foram escritas em estúdio, pois eles sentiram que precisavam de algo mais comercial. O artista descreveu o álbum como "sólido" e disse que, à época de seu lançamento, estava se sentindo mais "confiante" sobre sua própria habilidade como artista.
Foi revelado no início de junho de 2000 que uma canção intitulada "I Don't Wanna Rock DJ" seria o primeiro single a ser lançado do próximo trabalho do cantor, em 31 de julho. A música foi inspirada em parte pelo cantor britânico Ian Dury, que foi mentor de Williams no Fundo das Nações Unidas para a Infância (UNICEF), falecido meses antes do lançamento da faixa. Williams pediu que Dury enviasse um ritmo para a canção, o que o artista fez. "É uma canção de festa e canções de festa geralmente têm letras fúteis que não significam nada. Todo o resto foi, sabe, emocionante... não é um álbum deprimente, mas tem sido sobre tristeza, estar sozinho e estar deprimido, curiosamente, mas feito de uma maneira otimista", comentou o artista sobre a obra resultante. A canção foi mais tarde renomeada para simplesmente "Rock DJ" e foi tocada pela primeira vez no programa Radio 1 Breakfast da BBC Radio 1, apresentado por Sara Cox, em 30 de junho de 2000.

## Composição
"Rock DJ" foi originalmente escrita por Williams, Kevin Andrews e Guy Chambers durante as sessões de gravação de Sing When You're Winning, enquanto teve sua produção executada por Chambers e Steve Power. Amostras de piano, cordas e baixo da canção "It's Ecstasy When You Lay Down Next to Me" (1977), de Barry White, foram usadas na composição da demo de "Rock DJ", mas, ao gravar a versão finalizada, as amostras foram recriadas. Apesar disso, as canções continuaram a soar semelhantes e, assim, os compositores da canção de White, Ekundayo Paris e Nelson Pigford, também receberam créditos de composição pela faixa e uma porcentagem dos royalties. Uma batida parecida com a de "Relax", de Frankie Goes to Hollywood, também foi notada na composição por alguns críticos musicais.
"Rock DJ" é uma canção essencialmente pop, com influências de música disco. A revista NME considerou que, musicalmente, a faixa tem características de músicas dos anos 1970, bem como toques de música funk e que, "embora alegre, [a música] não está completamente ligada à tão discutida nova direção dance" do cantor. Semelhantemente, Sal Cinquemani, da Slant Magazine, notou o som retrô "com sabor dos anos 70" da obra. De acordo com a partitura publicada no website Musicnotes.com pela Sony/ATV Music Publishing, "Rock DJ" é definida em tempo comum e está escrita na chave de sol maior. Os vocais de Williams variam desde a nota ré4 até a nota ré6. A música tem um andamento acelerado de 104 batidas por minuto.
Williams começa a faixa rimando, recitando seus versos num estilo "boêmio" e "atrevido", que, de acordo com Justin Myers da Official Charts Company, "viria a se tornar sua marca registrada", com linhas como "Cantando nas classes / Canções para as multidões / Não dê importância, sem aprovação dos bastidores". Quando a canção chega no refrão, o artista canta: "Eu não quero sacudir, DJ / Mas você está me fazendo sentir tão bem / Quando é que isto vai acabar, DJ? / Porque você está me mantendo acordado a noite toda". Em entrevista posterior, Williams confessou que a letra da faixa continha versos de um poema encontrado na casa de sua irmã, e admitiu que não sabia o que ela significava.

## Análise da crítica

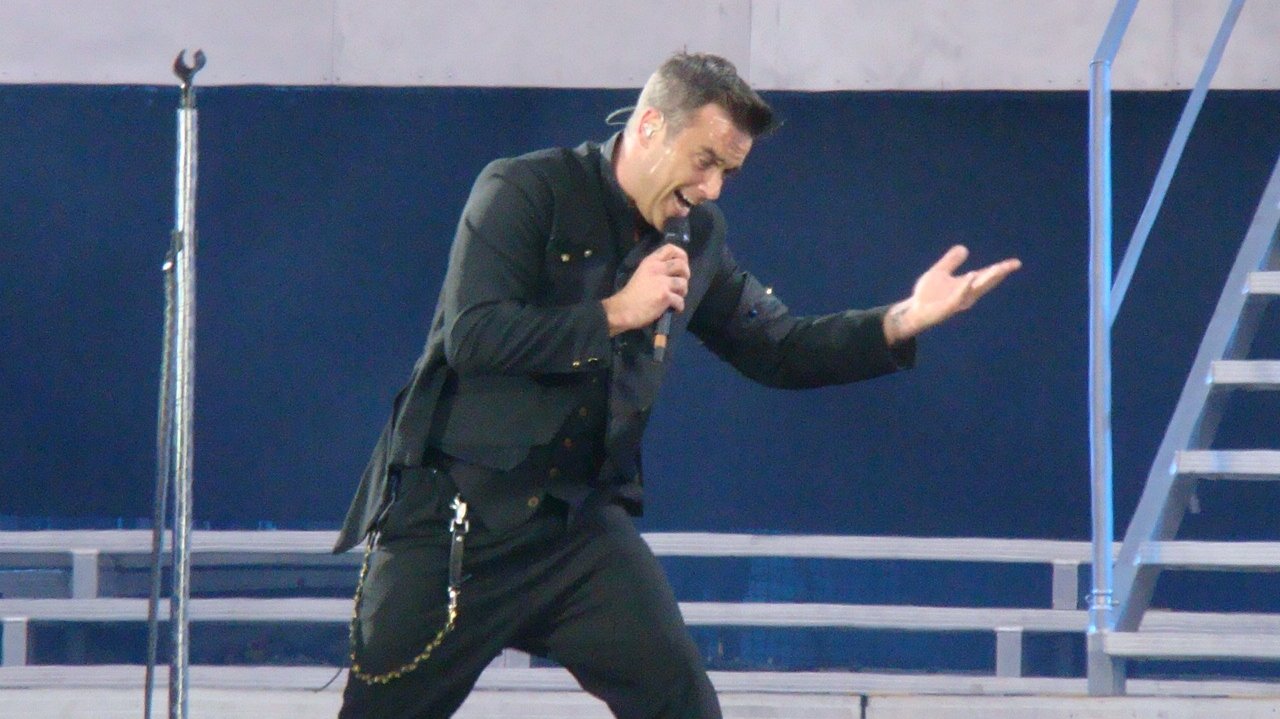
Williams cantando "Rock DJ" na turnê de reunião com o grupo Take That em 2011

"Rock DJ" recebeu avaliações mistas de críticos musicais. John Bush da AllMusic definiu a faixa como "pronta para a rádio", descrevendo-a como "um pedaço de algodão doce imediatamente gratificante com uma vida útil surpreendentemente infinita". De acordo com o crítico da Billboard, Michael Paoletta, em Sing When You're Winning "Williams exibe um crescimento acentuado como letrista", dando como exemplo "Rock DJ", cuja letra tinha "viradas inteligentes o suficiente para fazer a mente girar feliz", e ainda chamou a obra de "fogosa". Keith Phipps do The A.V. Club disse que a faixa "combina uma batida de Bowie da era Scary Monsters com um quase-rap estranho e um refrão emocionante que resume perfeitamente o que Williams faz de melhor, perigosamente trilhando a linha entre o bobo e o irresistível". Sal Cinquemani da Slant Magazine afirmou que a letra de música era "espirituosa e grosseira", como as do restante do disco. Barry Walters da revista Rolling Stone chamou a canção era um "hino de festa irônico-burro".
Gary Crossing do Dotmusic criticou a letra "sem sentido" da música, e disse que as rimas do cantor eram "irritantes", e disse que a obra soava como o tema de abertura da série Are You Being Served, mas elogiou seu refrão "incrivelmente cativante". Em uma análise separada do single, James Poletti do mesmo veículo comentou que era "certamente preferível mais uma balada implacavelmente simples e cativante, mas ['Rock DJ'] deixa você se perguntando o que exatamente o velho garoto está tentando dizer. Ele está tentando assustar todas as garotas? Ou é apenas o resultado de algum trabalho em grupo focal que deu terrivelmente errado?". David Browne, jornalista da Entertainment Weekly comentou que a canção era "totalmente descartável se não fosse pelas referências audaciosas de Williams a drogas e sexo oral, que lhe conferem uma autenticidade desprezível". Uma crítica ainda mais negativa veio de David Stubbs, escrevendo para a NME, chamando a faixa de "merda do caralho". "Rock DJ" veio a vencer a categoria de Melhor Canção no MTV Europe Music Awards de 2000, onde, ao receber a estatueta, chamou a música de "terrível" e "boba". O single também ganhou o prêmio de Melhor Canção Britânica no Brit Awards de 2001.

## Videoclipe

### Desenvolvimento e sinopse

Imagem do videoclipe mostrando o esqueleto de Williams dançando com a DJ da discoteca

O videoclipe de "Rock DJ" teve a direção realizada por Vaughan Arnell, que já havia dirigido os vídeos para "Angels" (1997), "Let Me Entertain You" e "Millennium" (1998). A ideia original do clipe foi criada por Fred Raillard e Farid Mokart, conhecidos coletivamente como Fred & Farid, na época em que trabalharam com Williams em um comercial para a Pepsi. No conceito original, o cantor entrava em uma discoteca segurando um poodle, e ao perceber que nenhuma das garotas que estavam no local olhou para ele, começava a se despir. O diretor então mudou o ambiente para um rinque de patinação, com o artista aparecendo no centro, com inspiração no filme Rollerball (1975). O estúdio onde o vídeo foi gravado foi montado de uma forma para que ele pudesse ser gravado em 360 graus, com carros de golf sendo usados para registrar as cenas. A prótese que Williams usa no vídeo para ter a impressão de que ele está em carne viva ia apenas até sua panturrilha.
O videoclipe começa com o cantor dançando em cima de uma plataforma em uma discoteca com mulheres patinando ao seu redor. Ele quer chamar a atenção das mulheres do lugar, incluindo a disc jockey (DJ) interpretada por Lauren Gold, e começa a tirar suas roupas. Passados dois minutos e meio da duração do vídeo, ele finalmente consegue sua atenção, prosseguindo com a remoção de sua pele, músculos e tendões — os quais ele joga em direção às mulheres patinadoras, que os comem — até a única coisa a restar de seu corpo serem seus ossos, o que é realizado por efeitos especiais através de computação gráfica. No final, a DJ dança com seu esqueleto. O vídeo termina com a nota "Nenhum Robbie foi machucado durante a produção deste vídeo", um trocadilho com a frase "Nenhum animal foi machucado".

### Lançamento e controvérsia
O videoclipe de "Rock DJ" estreou em 6 de julho de 2000, no programa da BBC One Top of the Pops, com a presença de famosos como Victoria Beckham, Melanie C, Dane Bowers e o grupo Destiny's Child, que teriam ficado "de queixo caído" ao assistir o clipe, segundo o produtor do programa, Chris Howey. Ainda de acordo com o produtor, o vídeo foi quase banido pelo canal devido ao seu conteúdo "horrível, incluindo cenas de canibalismo, nudez e sangue", mas que depois de conversas com os chefes da estação, foi permitido que uma edição de dois minutos do clipe fosse exibida na exibição original do programa à noite, enquanto a versão explícita seria exibida durante a reprise nas primeiras horas da manhã. Ele comentou: "Quando as pessoas assistem, elas dizem 'Ugh, nojento!' mas elas continuam assistindo... Decidimos que poderíamos mostrar até o ponto em que ele arrancasse as calças [no programa das 19h30]. Mas eu decidi que isso [a versão completa] é exatamente o que a reprise na madrugada deveria ser sobre. É um vídeo inovador".

"Você sabe que com Robbie, tudo o que fazemos, tentamos e fazemos com o melhor gosto possível. Então não seria como um filme de terror realista, seria Robbie cantando Rock DJ coberto de sangue, dando uma piscadinha. Foi quase feito com um pouco de ironia, com um estilo humorístico. Quando ele arranca as nádegas, tínhamos pequenos respingos de sangue na câmera e coisas assim... ele poderia ter arrancado qualquer coisa, mas decidimos que deveriam ser as nádegas, foi engraçado. [...] Portanto, o vídeo foi feito mais para trazer entretenimento do que choque".

—O diretor Vaughan Arnell sobre a polêmica em torno do videoclipe.
Ao redor do mundo, o vídeo foi censurado por inúmeras estações de televisão, incluindo VIVA, MCM, The Box e VH1 Europa, que se recusaram a transmitir a parte em que Williams remove sua roupa e arranca partes do seu corpo e interromperam sua exibição pela metade. O canal The Hits substituiu esta parte com outras cenas do clipe. Na República Dominicana, a obra também foi banida pela Corporação Estatal de Radio e Televisão, que alegou que o vídeo continha satanismo e ia "contra os costumes morais e religiosos do povo dominicano", e que "sob nenhuma circunstância" teria permissão para ser transmitido. O videoclipe foi defendido pela Carter White FX, a empresa de efeitos de maquiagem que participou das filmagens. Sacha Carter, porta-voz da companhia, explicou que "Rock DJ" era "um projeto incomum que nos permitiu ultrapassar os limites da carne e do sangue, como nos vemos e toda a questão da fama com todos querendo um pedaço da ação". O vídeo original foi exibido no website oficial do cantor, e também lançado como um vídeo single, não sendo recomendado para menores de quinze anos.
Mesmo com a controvérsia, o videoclipe venceu a categoria de Vídeo Britânico do Ano no Brit Awards de 2001. Ele também ganhou a categoria de Melhores Efeitos Especiais no MTV Video Music Awards de 2001, e Melhores Efeitos Especiais no MVPA Awards de 2001. Em 2006, os telespectadores da MTV o votaram como o sétimo vídeo mais inovador de todos os tempos. Em 2010, ele também terminou em terceiro lugar na pesquisa da emissora britânica 4Music que buscava saber quais eram os 50 melhores vídeos pop, atrás apenas de "Thriller", de Michael Jackson, e "Toxic", de Britney Spears. Em 2002, o vídeo foi exibido em seu inteiro teor no canal de televisão MTV2 como parte de uma contagem regressiva especial mostrando os vídeos mais controversos a irem ao ar na estação; o programa teve sua exibição veiculada em um horário tarde da noite devido às imagens explicitamente gráficas de alguns vídeos.

## Apresentações ao vivo

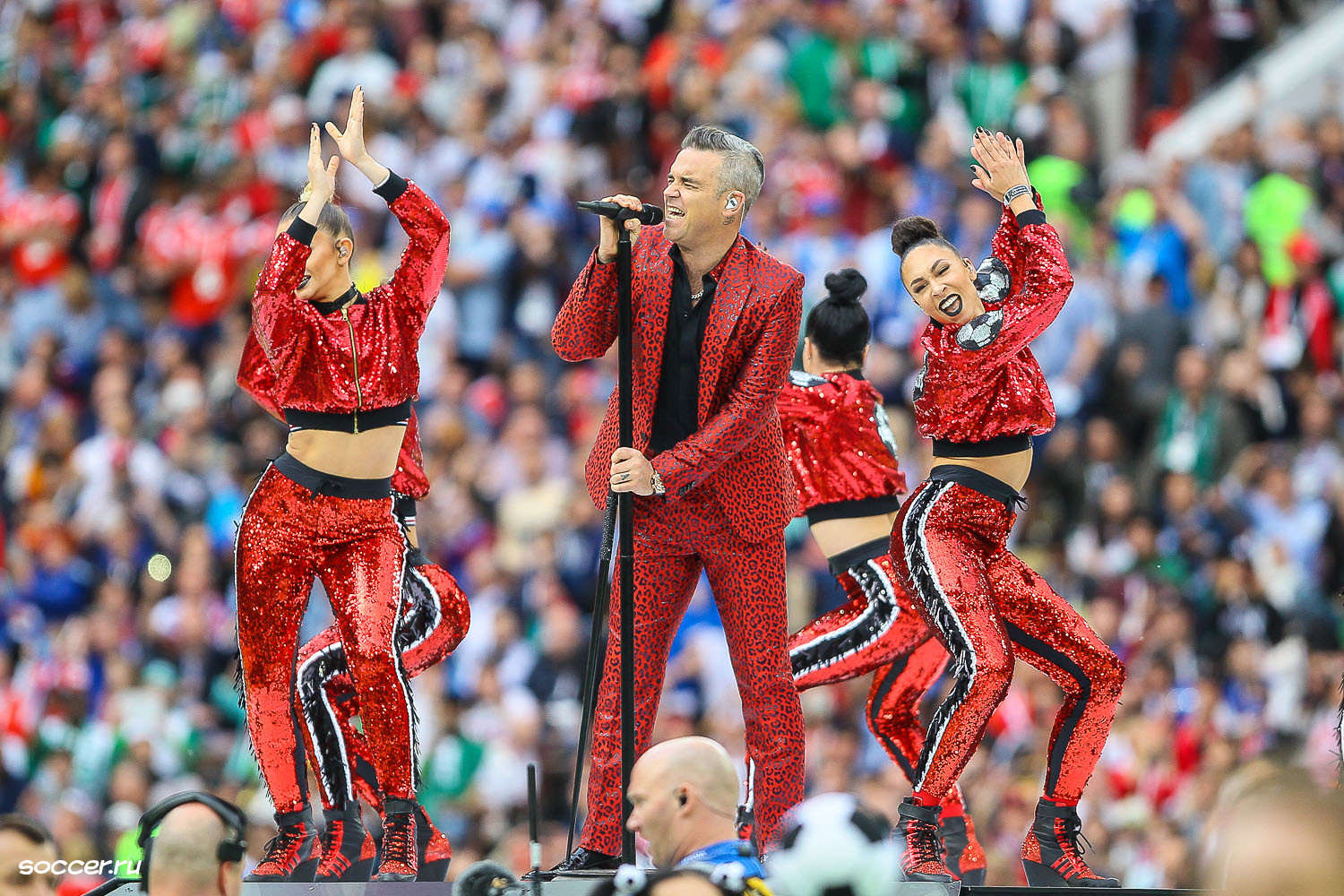
Williams se apresentando na cerimônia de abertura da Copa do Mundo FIFA de 2018, onde mostrou seu dedo do meio para a câmera durante a performance de "Rock DJ".

Exclusivamente para seu website oficial, Williams gravou uma performance de "Rock DJ", sendo a primeira apresentação ao vivo da faixa. Em 6 de julho de 2000, o artista gravou duas performances para irem ao ar no programa de televisão Top of the Pops; em uma delas, ele remove suas roupas, revelando uma tanga com estampa de tigre, como visto no videoclipe, e jogando sua virilha em direção à câmera. Dez dias depois, ele cantou novamente a faixa em Singapura em um concerto para a mídia local e vencedores de um concurso para ver o show. No Brit Awards de 2001, o intérprete fez uma apresentação da canção acompanhado por dançarinos usando próteses dando a impressão de que estavam em carne viva, como no videoclipe. A música também foi incluída no repertório das turnês The Sermon on the Mount Tour (2000—01) e Weddings, Barmitzvahs & Stadiums Tour (2001), feitas para promover o álbum Sing When You're Winning.
Como forma de promover seu quinto álbum de estúdio Escapology de 2002, foi transmitido pela BBC One um especial chamado The Robbie Williams Show, onde Williams fez uma performance de "Rock DJ"; a música também foi incluída na turnê mundial que promoveu o álbum em 2003. A música também foi cantada em uma série de concertos em locais pequenos realizados para promover seu sexto álbum de estúdio Intensive Care em 2005. O primeiro foi em Paris, passando também por Londres e Amsterdam, antes de terminar em Berlim. Em 2006, a faixa foi cantada pelo intérprete durante a Close Encounters Tour, que promoveu Intensive Care. "Rock DJ" foi interpretada também em um concerto exclusivo dado por Williams em Amsterdam, em 9 de dezembro de 2009, para promover o disco Reality Killed the Video Star. Em 16 de fevereiro de 2010, ao receber o prêmio de Contribuição Excepcional à Música, o cantor fez um medley de vários de seus sucessos, incluindo "Rock DJ". Naquele mesmo ano, ele executou a obra no programa Strictly Come Dancing.
Em 2011, durante a turnê de reunião com o grupo Take That, a canção foi apresentada por Williams durante o bloco em que cantava suas músicas de maior sucesso em carreira solo. No mês de novembro do ano seguinte, foi apresentada novamente em uma série de concertos para promover seu disco Take the Crown na The O2 Arena em Londres, com seis bolas de espelhos com o formato da cabeça de Williams descendo do teto do palco para a performance. Em 2013, "Rock DJ" foi mais uma vez interpretada na Take the Crown Tour. Foi incluída novamente na Let Me Entertain You Tour ocorrida em 2015, enquanto foi também executada pelo cantor durante seu concerto no Apple Music Festival, em 25 de setembro de 2016. Foi também interpretada por Williams na The Heavy Entertainment Show Tour entre 2017 e 2018. Em 2018, ao fazer uma performance de "Rock DJ" durante um medley de seus maiores sucessos na cerimônia de abertura da Copa do Mundo FIFA de 2018, o cantor mostrou o dedo do meio para a câmera. Apesar desse momento não ter sido transmitido na televisão do Reino Unido, o mesmo não aconteceu na televisão estadunidense, levando à emissora Fox a emitir um pedido de desculpas. Também foi cantada em seu concerto no festival British Summer Time, ocorrido no Hyde Park em Londres em 14 de julho de 2019.

## Faixas e formatos
| CD single |                            |         |  |
| N.º       | Título                     | Duração |  |
| 1.        | "Rock DJ"                  | 4:18    |  |
| 2.        | "Talk to Me"               | 3:30    |  |
| 3.        | "Rock DJ (Player One Mix)" | 5:37    |  |

## Créditos
Créditos adaptados do encarte de Sing When You're Winning.
- Robbie Williams – vocais principais, composição
- Guy Chambers – composição, produção, teclados
- Steve Power – produção, vocoder
- Winston Blissett – baixo
- Dave Bishop – metais
- Neil Sidwell – metais
- Steve Sidwell – metais
- Ekundayo Paris – composição
- Nelson Pigford – composição
- Kevin Andrews – composição
- Andy Caine – vocais de apoio
- Derek Green – vocais de apoio
- Katie Kissoon – vocais de apoio
- Paul Tubbs Williams – vocais de apoio
- Sylvia Mason-James – vocais de apoio
- Tessa Niles – vocais de apoio
- Andy Duncan – caixa de ritmos
- Neil Taylor – guitarra elétrica
- Nick Ingman – orquestração
- Richard Flack – Pro Tools

## Desempenho nas tabelas musicais
No Reino Unido, "Rock DJ" vendeu 56.000 cópias no dia de seu lançamento, totalizando 110.000 unidades até seu quarto dia de vendas. A faixa estreou na primeira posição da tabela UK Singles Chart, vendendo 199.000 cópias em sua semana de lançamento, tornando-se o quarto single do cantor a alcançar o topo na região, e sétimo consecutivo a atingir o top dez. No total, a obra permaneceu durante 24 semanas na tabela de singles britânica. Nos meses seguintes ao seu lançamento, a faixa recebeu um certificado de platina da British Phonographic Industry (BPI), pela distribuição de 600.000 unidades no território. Em agosto de 2020, foi revelado pela Official Charts Company que "Rock DJ" era o terceiro single mais vendido de Williams no Reino Unido, atrás apenas de "Candy" (2012) e "Angels" (1997), com 691.500 cópias vendidas, totalizando 973.000 unidades quando combinadas com streams em plataformas de música.
"Rock DJ" obteve sucesso parecido em outros territórios da Europa. Na Áustria, a faixa permaneceu durante duas semanas na posição de pico de número sete, conseguindo a mesma posição de pico também na Dinamarca. Na Espanha, o single foi mais bem sucedido, estreando na posição de número 19, conquistando posteriormente o terceiro lugar, permanecendo por duas semanas em seu pico. Em outros países da Europa, a música alcançou o topo das tabelas na Escócia, Irlanda e Islândia, o sexto lugar na Hungria, Portugal e Países Baixos, o top dez na Alemanha, Noruega e Suíça, e os vinte primeiros lugares nas duas regiões da Bélgica, Finlândia e Suécia. Na parada que contabilizava todos os países da Europa, "Rock DJ" atingiu a quinta posição.
Na Austrália, o single estreou no número onze na parada nacional de singles. Tendo o quarto lugar como melhor posição alcançada, a faixa recebeu um certificado de platina da Australian Recording Industry Association (ARIA) pela distribuição de 70.000 cópias na região. Na Nova Zelândia, a canção teve um desempenho um pouco melhor, estreando na posição de número 40 em 23 de julho de 2000 e alcançando o topo da tabela algumas semanas depois. "Rock DJ" foi certificada como ouro pela Recorded Music NZ (RMNZ), por vendas de 5.000 unidades no país. Apesar de não ter entrado na tabela principal de singles dos Estados Unidos, a música alcançou o número 24 da tabela Hot Dance Club Songs da revista Billboard. No Canadá, a obra acabou por atingir o número 25 na parada nacional.
| Tabela (2000–01)                                | Melhor posição |
| ----------------------------------------------- | -------------- |
| Alemanha (Offizielle Deutsche Charts)           | 9              |
| Austrália (ARIA)                                | 4              |
| Áustria (Ö3 Austria Top 75)                     | 7              |
| Bélgica (Ultratop 50 de Flandres)               | 18             |
| Bélgica (Ultratop 40 da Valônia)                | 16             |
| Canadá (RPM Top Singles)                        | 25             |
| Canadá (RPM Adult Contemporary)                 | 47             |
| Dinamarca (IFPI)                                | 7              |
| Escócia (Official Charts Company)               | 1              |
| Espanha (Productores de Música de España)       | 3              |
| Estados Unidos (Billboard Hot Dance Club Songs) | 24             |
| Europa (Eurochart Hot 100)                      | 5              |
| Finlândia (Suomen virallinen lista)             | 15             |
| França (SNEP)                                   | 40             |
| Hungria (Mahasz)                                | 6              |
| Irlanda (IRMA)                                  | 1              |
| Islândia (Íslenski Listinn Topp 40)             | 1              |
| Itália (FIMI)                                   | 3              |
| Noruega (VG-lista)                              | 8              |
| Nova Zelândia (Recorded Music NZ)               | 1              |
| Portugal (AFP)                                  | 6              |
| Países Baixos (Dutch Top 40)                    | 6              |
| Países Baixos (Single Top 100)                  | 11             |
| Reino Unido (UK Singles Chart)                  | 1              |
| Suécia (Sverigetopplistan)                      | 18             |
| Suíça (Schweizer Hitparade)                     | 9              |

| Tabela (2000)                       | Posição |
| ----------------------------------- | ------- |
| Alemanha (Official German Charts)   | 78      |
| Austrália (ARIA)                    | 21      |
| Bélgica (Ultratop 50 de Flandres)   | 94      |
| Bélgica (Ultratop 50 de Valônia)    | 76      |
| Europa (Eurochart Hot 100)          | 38      |
| Islândia (Íslenski Listinn Topp 40) | 12      |
| Nova Zelândia (Recorded Music NZ)   | 21      |
| Países Baixos (Dutch Top 40)        | 34      |
| Países Baixos (Single Top 100)      | 70      |
| Reino Unido (UK Singles Chart)      | 5       |
| Suíça (Schweizer Hitparade)         | 59      |

| Tabela (2000–2009)             | Posição |
| ------------------------------ | ------- |
| Reino Unido (UK Singles Chart) | 41      |

## Certificações
| Região                                                                                 | Certificação | Vendas  |
| -------------------------------------------------------------------------------------- | ------------ | ------- |
| Austrália (ARIA)                                                                       | Platina      | 70 000^ |
| Nova Zelândia (RMNZ)                                                                   | Ouro         | 5 000*  |
| Reino Unido (ARIA)                                                                     | Platina      | 973,000 |
| *vendas baseadas apenas na certificação ^distribuições baseadas apenas na certificação |              |         |